# Petre Ninosu
Petre Ninosu (* 9. November 1944 in Bukarest; † 26. Juli 2008 ebenda) war ein rumänischer Wirtschaftswissenschaftler und Politiker der Frontului Salvării Naționale (FSN), der Frontul Democrat al Salvării Naționale (FDSN) sowie zuletzt der Partidul Democrației Sociale din România (PDSR), der unter anderem Mitglied der Abgeordnetenkammer und des Senats sowie zwischen 1992 und 1994 Justizminister war. Er fungierte zudem von 1995 bis 1996 als Minister für die Beziehungen zum Parlament und war zuletzt zwischen 2001 und seinem Tode 2008 Richter am Verfassungsgerichtshof von Rumänien.

## Leben
Petre Ninosu begann nach dem Schulbesuch ein Studium der Rechtswissenschaften an der Universität Bukarest und leistete nach dessen Abschluss von 1968 bis 1969 seinen Militärdienst. 1969 wurde er Mitarbeiter im Außenhandelsministerium und nahm daraufhin von 1970 bis 1976 eine Tätigkeit als Rechtsanwalt in Bukarest auf, ehe er im Anschluss Mitarbeiter im Justizministerium. Nach der Revolution und dem Sturz des Kommunistischen Regimes 1989 trat er der Nationale Heilsfront FSN (Frontului Salvării Naționale) als Mitglied bei und wurde bei der ersten Parlamentswahl am 20. Mai 1990 zum Mitglied der Abgeordnetenkammer (Camera Deputaților) gewählt und vertrat bis zum 27. September 1992 den Wahlkreis „Nr. 28 Neamț“. Während seiner Parlamentszugehörigkeit war er Mitglied des Rechts-, Disziplinar- und Immunitätsausschusses und zugleich Mitglied des Sonderausschusses zur Genehmigung des Privatisierungsgesetzentwurfs. Bei der Parlamentswahl am 27. September 1992 wurde er für die Demokratische Front der Nationalen Rettung FDSN (Frontul Democrat al Salvării Naționale) erstmals zum Mitglied der Senats (Senatul) gewählt und vertrat in diesem nach seiner Wiederwahl am 3. November 1996 bis zur Parlamentswahl am 26. November 2000 den Wahlkreis „Nr. 41 București“, wobei er seit Juli 1993 Mitglied der Sozialdemokratie Rumäniens PDSR (Partidul Democrației Sociale din România) war.
Am 19. November 1992 wurde er von Ministerpräsident Nicolae Văcăroiu in dessen Kabinett berufen und bekleidete bis zu seiner Ablösung durch Iosif Gavril Chiuzbaian am 6. März 1994 das Amt des Justizministers (Ministru al justiției). Während seiner Senatszugehörigkeit war er des Weiteren Mitglied des Ausschusses für Haushalt, Finanzen, Banken und Kapitalmarkt sowie des Ausschusses für Rechtsangelegenheiten, Ernennungen, Disziplinarverfahren, Immunitäten und Validierungen. Im Zuge einer Umbildung des Kabinetts Văcăroiu übernahm er am 20. Oktober 1995 von Valer Dorneanu das Amt als Minister für die Beziehungen zum Parlament (Ministru pentru Relația cu Parlamentul) und verblieb in dieser Funktion bis zum 11. Dezember 1996. Im Laufe seiner weiteren Senatsmitgliedschaft war er weiterhin Mitglied des Ausschusses für Rechtsfragen, Ernennungen, Disziplinarverfahren, Immunitäten und Validierungen und zugleich bis September 1999 Mitglied des Ausschusses für Missbrauchsuntersuchung, Korruptionsbekämpfung und Petitionen sowie zuletzt zwischen September 1999 und November 2000 Mitglied des Ausschusses für Arbeit, Familie und Sozialschutz.
Nach seinem Ausscheiden aus dem Senat wurde Ninosu am 7. Juni 2001 als Nachfolger von Florin Bucur Vasilescu zum Richter am Verfassungsgerichtshof von Rumänien (Curtea Constituțională a României) berufen und übte dieses Richteramt bis zu seinem Tode am 26. Juli 2008 aus, woraufhin Petre Lăzăroiu zum neuen Richter ernannt wurde. Für seine langjährigen Verdienste wurde er im November 2001 zum Ritter des Ordens Stern von Rumänien ernannt.